# Чилеанци
Чилеанци (шп. Chilenos) су припадници националне етничке групе у Чилеу.